# Музей газификации Дальнего Востока
Музей газификации Дальнего Востока — российский корпоративно-отраслевой музей. Расположен в здании АО «Газпром газораспределение Дальний Восток» по адресу г. Хабаровск, улица Брестская, 49.
Экспозиция музея освещает историю газификации Дальневосточного региона, рассказывает о профессии газовика. Музей открыт для бесплатного группового посещения, работает экскурсовод.

## История
Открытие музея состоялось 16 декабря 2016 г. и было приурочено к 60-летию деятельности предприятия. Организатором и куратором создания музея являются сотрудники газовой компании, разработчиком проекта музея — член союза художников России Бронислав Тамулевич.
31 мая 2017 года «За большой вклад в сохранение исторического наследия города Хабаровска» музей истории газификации Дальнего Востока удостоен диплома конкурса «Лучший хранитель истории».
В октябре 2017 года музей стал победителем конкурса «МедиаТЭК» в Хабаровском крае в номинации «Социальная и экологическая инициатива».

## Экскурсии по музею

### Исторические экскурсии о газовой отрасли для жителей и гостей г.Хабаровска
В отраслевом музее представлены оригиналы и копии документов, имеющих отношение к становлению и развитию газовой системы Дальнего Востока, фотографии и кадры исторической хроники, подлинные инструменты и спецодежда газовиков, оригинальное газовое оборудование прошлого столетия (например, газовая плита «Омск» 1960 года выпуска). К просмотру предлагаются различные видеоматериалы об истории газификации, в том числе о реализации «Восточной газовой программы», о безопасном использовании газа в быту.

### Познавательные экскурсии о газе для младших школьников
В экскурсии объединены традиционные музейные презентации и современные мультимедийные технологии: с экспонатами музейного пространства можно не просто ознакомиться на статичных стендах, но и посидеть за столом кухни 1960-х годов, где установлена первая газовая плита, «позвонить» в диспетчерскую по старинному телефонному аппарату. Часть экскурсии — это викторины и игры для юных посетителей, посвященные вопросам газовой безопасности.

### Профориентационные и специализированные экскурсии для старших школьников и студентов средних и высших учебных заведений
В экскурсию включен блок введения в профессию с участием действующих работников отрасли, демонстрацией современных технологий, используемых при строительстве и обслуживании газовых сетей в настоящее время.